# Aubri de Borgengoen
Aubri de Borgengoen of Aubri de Bourgondiër is een Middelnederlandse Karelroman uit de eerste helft van de 14e eeuw die ontstaan is in Vlaanderen. Slechts twee fragmenten uit eenzelfde  handschrift zijn overgeleverd. Het verhaal vindt zijn oorsprong in het 13e-eeuwse chanson de geste Auberi le Bourguignon.

## Middelnederlandse overlevering
Er zijn slechts twee fragmenten uit eenzelfde handschrift bewaard. Deze fragmenten dateren uit het midden van de 14e eeuw en zijn in 1838 gevonden in de band van een ‘oud boek’.
Het gaat om twee bladen perkament met twee kolommen verzen op voor- en achterkant. De onderkanten zijn afgesneden waardoor er regels verloren zijn gegaan. De fragmenten zijn goed leesbaar door het gebruik van een duidelijke littera textualis. De twee fragmenten volgen qua inhoud niet op elkaar. Op de achterkant staat een aantekening tussen de kolommen, vermoedelijk uit de 17de eeuw. Die luidt: '‘Gulielmus de Mera Hagiensis’', wat zoveel betekent als ‘Willem van der Meer uit Den Haag’. Wie die man was en waarom zijn naam daar staat, is onbekend.
De tekst is geschreven in een vlotte stijl met veel humor. Uit het taalgebruik is af te leiden dat de tekst in Vlaanderen is ontstaan.

## Inhoud Middelnederlandse fragmenten
| Personages         | Personages                                            |
| ------------------ | ----------------------------------------------------- |
| ridder Aubri       | zoon van een van Karel Martels vazallen               |
| Gazellin           | neef van Aubri en zoon van diens bastaardzus          |
| Guiborg            | koningin van Beieren, die later met Aubri zal trouwen |
| Sornahaut          | dochter van Guiborg                                   |
| Heinric Van Ostume | vijandige oom van Aubri                               |
| Oden van Langers   | vijandige oom van Aubri                               |
| Amauriis           | broer van Gazellin                                    |

Na een gevecht met de Saracenen treurt Aubri samen met Guiborg en Sornahaut om zijn paard en om zijn neef Gazellin. Deze laatste is gevangengenomen door Saracenen, die hem Aubri’s ros Blanchaert brengen. Zo denkt Gazellin dat ze Aubri hebben vermoord. Hij kan de Saracenen overmeesteren en trekt er met Blanchaert op uit om Aubri te zoeken. Uiteindelijk vindt hij hem ook. Aubri is zo blij dat hij Gazellin de hand van Sornahaut schenkt. Dit is het einde van het eerste fragment.
Het tweede fragment vangt aan met de komst van Amauriis, Gazellins broer. Aubri weet niet of het de echte Amauriis is en stelt hem op de proef door te vertellen dat Aubri en Gazellin gedood zijn. Als Aubri en Gazellin zien dat Amauriis hier verdrietig van wordt, twijfelen ze niet meer aan zijn identiteit en vertellen ze hem de waarheid. Dan ziet Gazellin plots een konvooi aankomen met allerlei voedingswaren. Dit konvooi blijkt in opdracht van  Oden van Langers naar  Heinric Van Ostume te reizen. Beiden zijn aartsvijanden van Aubri. Aubri en Gazellin doen zich opnieuw als iemand anders voor en slagen er zo in om handel te drijven met dit vijandige konvooi.

## Middelnederlands vs. Oudfrans
Het is onduidelijk in hoeverre de Middelnederlandse Aubri een letterlijke vertaling is van de Oudfranse Auberi le Bourguignon. Van de vijf  Oudfranse handschriften is namelijk geen enkel volledig uitgegeven.